# بلدة جاكسون (كانساس)
بلدة جاكسون هي بلدة في مقاطعة أندرسون، كانساس، الولايات المتحدة الأمريكية. اعتبارًا من تعداد 2010، كان عدد سكانها 459.

## التاريخ
تأسست بلدة جاكسون عام 1857.

## روابط خارجية
- US-Counties.com
- مدينة سيتي.كوم